# ۱۳۳۸ (میلادی)
۱۳۳۸ (میلادی) هزار و سیصد و سی و هشتمین سال تقویم میلادی است.

## رویدادها
انحلال امپراتوری مغول

## زادگان
- ۲۱ ژانویه - شارل پنجم، پادشاه فرانسه (م. ۱۳۸۰)
- سلطان اویس جلایر - شاعر، موسیقی‌دان، نقاش و مشهورترین پادشاه جلایر (ایلکانی)

## درگذشتگان
‎